# Пилиты
Пилиты (англ. Peelite) — группа т. н. умеренных тори в Великобритании, сторонников Роберта Пиля (1788—1850). Сложилась в 1840-е годы.
Для пилитов были характерны приверженность свободной торговле и управленческий, почти технократический, подход к правительству. Хотя они стремились придерживаться принципов Консервативной партии, пилиты расходились с основными крылом этой партии (землевладельцами и поддерживающими их некоторыми земледельцами) по вопросам торговли, в частности, в вопросе о том, что цены на сельскохозяйственную продукцию должны быть искусственно поддерживаемы на высоком уровне за счет тарифов. Пилитов часто называли «либеральные консерваторы», в отличие от «протекционистских консерваторов» во главе с Эдуардом Смит-Стэнли и Бенджамином Дизраэли.
В 1859 году большинство пилитов вошли в состав преобразованной партии вигов, получившей название Либеральная партия. Но меньшинство пилитов стали независимыми или вернулись в Консервативную партию.
Однако, после своей победы в 1874 году консерваторы больше никогда не пытались вернуть хлебные законы, встав таким образом фактически сами на пилитские позиции.